# Scopa (entomologie)

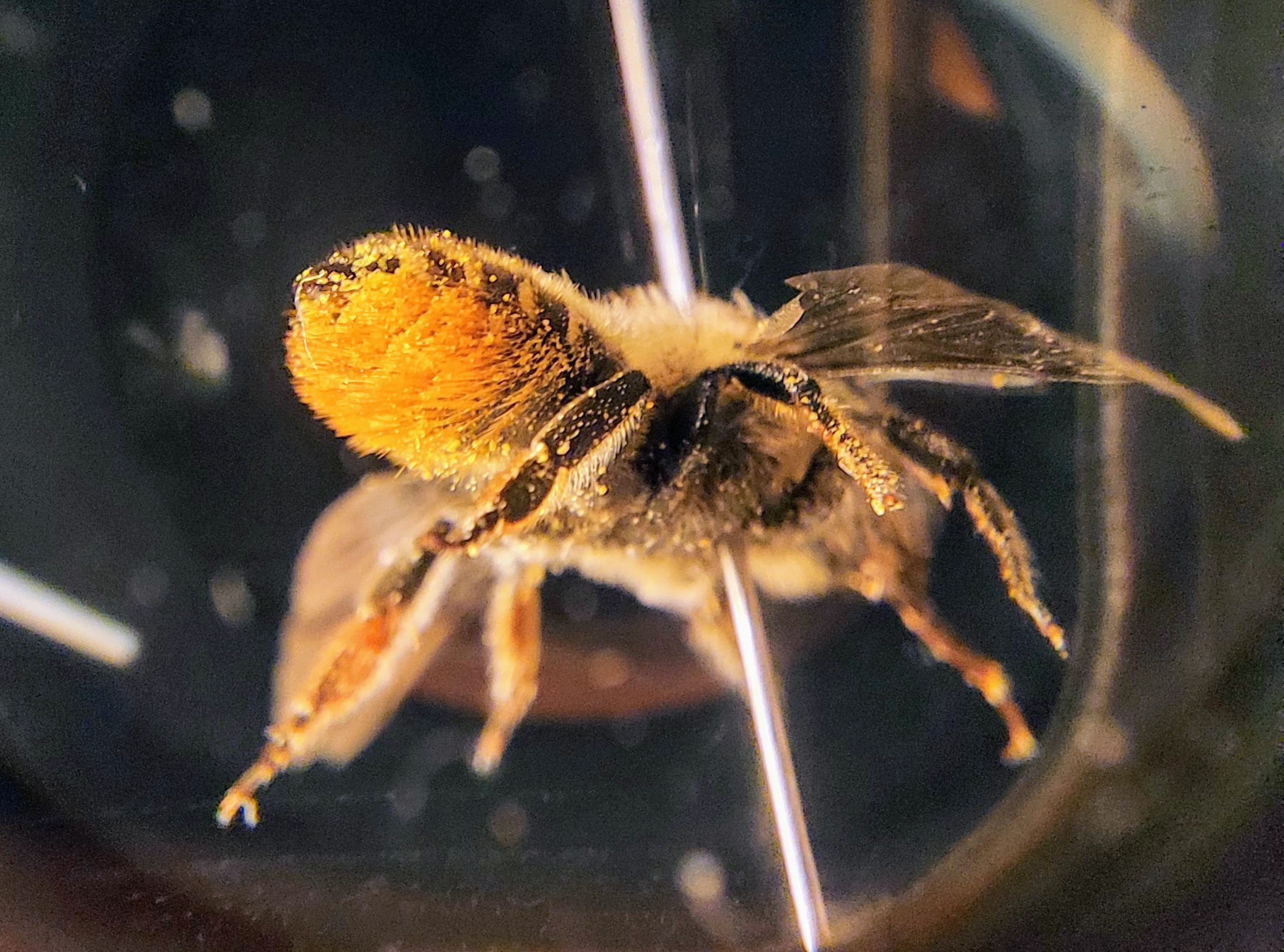
Buikschuier van de tuinbladsnijder.

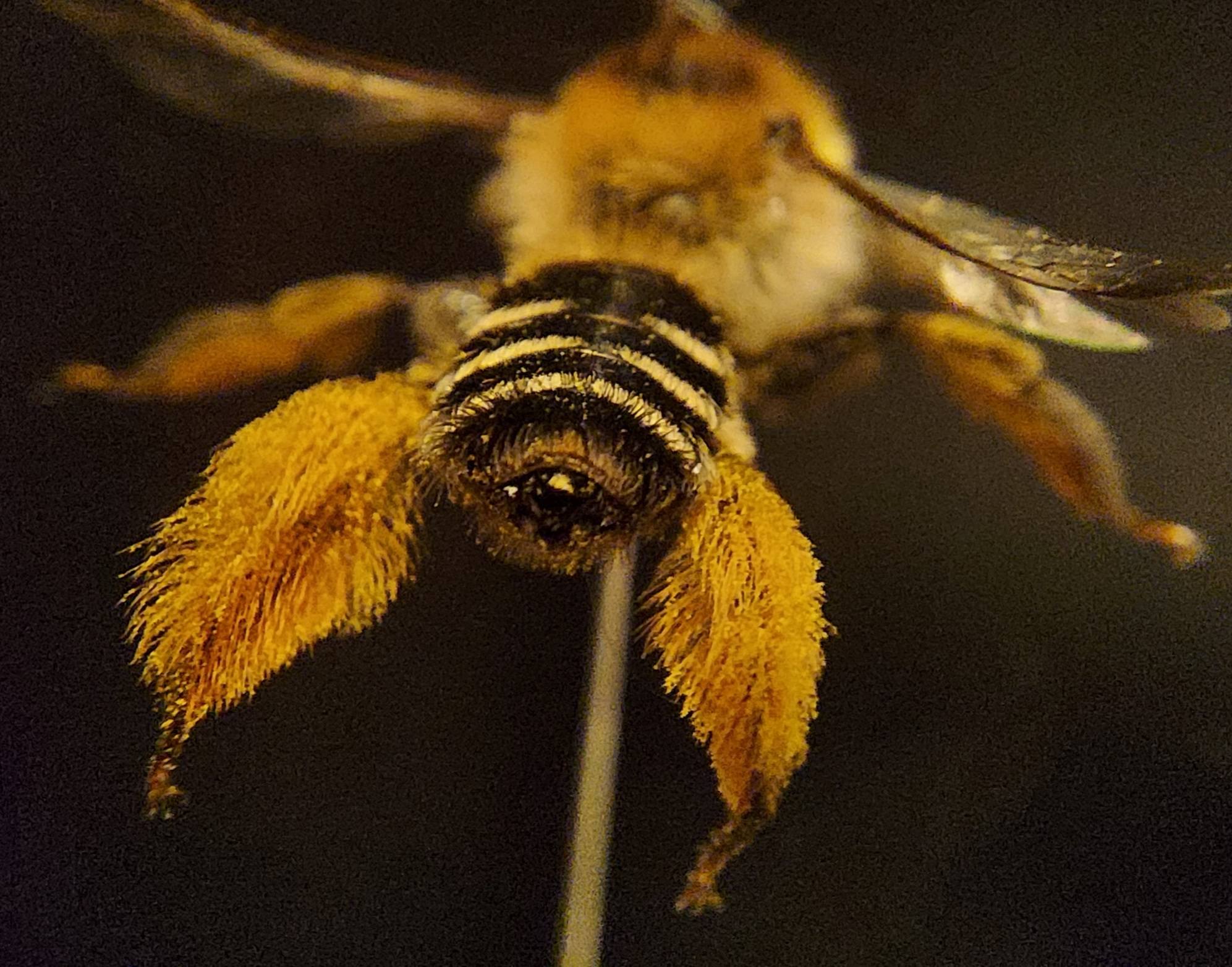
Duidelijke scopa op de achtertibia van de pluimvoetbij.

Een scopa (meervoud: scopae) is iedere vorm van sterke beharing op een lichaamsdeel van een niet-parasitaire bij, bedoeld om stuifmeel te vervoeren. Dit kunnen haren op de achterpoten zijn, zoals kenmerkend bij de pluimvoetbij, of, zoals bij de familie van de behangersbijen, haren op de onderkant van het achterlijf. Deze laatstgenoemde haren worden ook wel de buikschuier genoemd.
Honingbijen en niet-parasitaire hommels hebben geavanceerdere scopae; bij deze zijn de haren aan de zijkanten van de tibia verlengd en verhard, en de tibia zelf is kaal. Zo vormt zich een soort korfje waarin een balletje met pollen kan worden vervoerd; het stuifmeelkorfje.